# Rosneath
Rosneath är en ort i Storbritannien.   Den ligger i kommunen Argyll and Bute och riksdelen Skottland, i den nordvästra delen av landet, 600 km nordväst om huvudstaden London. Rosneath ligger 14 meter över havet och antalet invånare är 901.
Terrängen runt Rosneath är kuperad norrut, men söderut är den platt. Havet är nära Rosneath söderut. Runt Rosneath är det tätbefolkat, med 849 invånare per kvadratkilometer. Närmaste större samhälle är Greenock, 7,3 km söder om Rosneath. 